# Козин, Николай Иванович (футболист)
Николай Иванович Козин (род. 27 декабря 1955, Кубань, Краснодарский край) — советский футболист, выступавший на позиции защитника, российский футбольный тренер. Известен по выступлениям за горьковскую «Волгу», в составе которой сыграл около 250 матчей. В качестве тренера возглавлял в премьер-лиге нижегородский «Локомотив». Заслуженный тренер России.

## Биография
Воспитанник горьковской ДЮСШ «Локомотив». Начал выступать на взрослом уровне в 1976 году во второй лиге в составе ведущего клуба города — «Волги». В 1980 году перешёл в грозненский «Терек», в котором провёл один сезон, также во второй лиге, и затем вернулся в Горький. В 1982 году перешёл в «Кубань», игравшую в высшей лиге, но за основной составе команды принял участие только в двух кубковых матчах в начале сезона. После расформирования «Волги» в 1985 году перешёл в дзержинский «Химик», а в 1987 году присоединился к вновь созданной в Горьком команде мастеров — «Локомотив». В матче против своей бывшей команды, дзержинского «Химика», получил травму — двойной перелом ноги, после которой пропустил остаток сезона и в итоге завершил выступления на уровне команд мастеров. Всего за клубы Нижнего Новгорода и области сыграл более 300 матчей.
В 1988 году вошёл в тренерский штаб горьковского «Локомотива» при Александре Мирзояне, в 1988 году после его отставки некоторое время исполнял обязанности главного тренера до прихода Валерия Овчинникова, затем работал тренером и начальником команды. В 2000 году в течение четырёх матчей в июне-июле исполнял обязанности главного тренера команды, все эти матчи были проиграны, а команда по итогам сезона вылетела из премьер-лиги. В начале сезона-2001 также исполнял обязанности главного тренера в одном матче.
В 2002—2003 работал в астраханском «Волгаре» начальником команды в штабе Валерия Овчинникова, после его отставки в апреле 2003 года в течение недели числился главным тренером, команда в этот период не сыграла ни одного матча. Также работал начальником команды в «Лукойле» и «Содовике». Имеет тренерскую лицензию «А».